# Harpactea dardanica
Espèce
Harpactea dardanica est une espèce d'araignées aranéomorphes de la famille des Dysderidae.

## Distribution
Cette espèce est endémique du Kosovo. Elle se rencontre dans le parc national Bjeshkët e Nemuna.

## Description
Le mâle holotype mesure 5,00 mm.

## Systématique et taxinomie
Cette espèce a été décrite par Geci et Zamani en 2025.

## Étymologie
Son nom d'espèce lui a été donné en référence au lieu de sa découverte, la Dardanie.

## Publication originale
- Geci, Ibrahimi, Strohmeier, Koblmüller, Bilalli & Zamani, 2025 : « First DNA barcoding of Dysderidae (Araneae) from Kosovo, with new records and the description of a new species of Harpactea Bristowe, 1939. » Zootaxa , no 5653(4), p. 486-500.